# Matang Keh
Matang Keh is een bestuurslaag in het regentschap Aceh Utara van de provincie Atjeh, Indonesië. Matang Keh telt 331 inwoners (volkstelling 2010).